# Carolin Otto
Carolin Otto (* 7. Dezember 1962 in Hamburg) ist eine deutsche Drehbuchautorin und Filmregisseurin.

## Leben
Carolin Otto wuchs im Rheinland auf. Von 1985 bis 1993 absolvierte sie ein Dokumentarfilm-Studium an der Hochschule für Fernsehen und Film München. Zu ihren Arbeiten gehören Krimi-Fernsehfilme der Reihen Polizeiruf 110, Das Duo oder Tatort. 2009 schrieb sie mit Der weiße Rabe einen Dokumentarfilm über den Holocaust-Überlebenden Max Mannheimer. 2006 schrieb sie für ARD-alpha Kurzfilmserien zu Immanuel Kant und Hannah Arendt.

## Filmografie (Auswahl)
- 1990: Veilchenbonbons (Kurzfilm)
- 1998: Pi – Die Polizistin
- 2002: Polizeiruf 110: Um Kopf und Kragen
- 2005: Das Duo: Blutiges Geld
- 2005: Der Bulle von Tölz: Ein erstklassiges Begräbnis
- 2006: Aphrodites Nacht
- 2006: Hannah Arendt – Das Mädchen aus der Fremde (Kurzfilmserie, 5 Folgen)
- 2007: Tatort: Der Finger
- 2008: Der Bulle von Tölz: Das Ende aller Sitten
- 2009: Der weiße Rabe – Max Mannheimer (Dokumentarfilm)
- seit 2015: Lena Lorenz (Fernsehreihe)
- 2018: Bier Royal
- 2024: Servus, Euer Ehren – Endlich Richterin (Fernsehfilm)

## Publikationen
- 2025: Berchtesgaden, Roman, Lübbe, Köln 2025, ISBN 978-3-7577-0058-4.[1]